# Нейтронная эффективность
Нейтронная эффективность — отношение средневзвешенного количества избыточных нейтронов, образовавшихся в результате деления ядра, к средневзвешенному количеству вызванных ими делений .
Распределение энергий нейтронов в ядерном реакторе отличается от спектра нейтронов деления из-за замедления нейтронов при упругих и неупругих столкновениях с топливом, теплоносителем и конструкционным материалом. Нейтроны замедляются при упругих и неупругих столкновениях, пока не будут поглощены посредством захвата нейтронов или потеряны при утечке. Нейтронная эффективность — это баланс нейтронов, испущенных и потерянных из-за поглощения нетопливными элементами, резонансного поглощения топливом и утечек.
Тяжелая вода является чрезвычайно эффективным замедлителем. В результате реакторы, использующие тяжелую воду, такие как CANDU, имеют высокую нейтронную эффективность.
Величина, показывающая, насколько эффективность нейтронов не сбалансирована, называется реакционной способностью. Если реактор точно критический, то есть количество образованных нейтронов в точности равно числу делений, реактивность равна нулю. Если реактивность положительная, реактор является сверхкритическим. Если реактивность отрицательная, реактор подкритический.
Термин «нейтронная эффективность» используется не только для мгновенной реактивности реактора, но также для описания общей эффективности конструкции ядерного реактора.